# Tuna kyrka, Medelpad
Tuna kyrka är en kyrkobyggnad vid norra stranden av sjön Marmen omkring en kilometer söder om Matfors. Den är församlingskyrka i Tuna-Attmars församling i Härnösands stift.

## Kyrkobyggnaden
Föregående stenkyrka var uppförd på 1200-talet och ersattes av nuvarande kyrka som uppfördes 1776-1778 efter ritningar av arkitekterna Daniel Hagman och Olof Tempelman. Gamla kyrkans murar ingår i södra och östra murarna. Ett kyrktorn vid västra kortsidan uppfördes åren 1936-1937. Tornet fanns med i Tempelmans ritningar och dess grund lades när kyrkan byggdes. Byggnaden har en stomme av gråsten och består av ett långhus med kor i öster och torn i väster. Norr om koret finns en vidbyggd sakristia. Väggarna genombryts av rundbågiga fönster. Långhusets sadeltak var från början klätt med träspån, men i samband med tornets tillkomst täcktes taket med Grythytteskiffer. Sakristians ingång har en dörr tillverkad 1721. Dörren fanns i gamla kyrkan.
Kyrkorummet har i mitten ett åttadelat stjärnvalv samt smala kryssvalv i öster och väster. I sakristian finns ett kryssvalv.
På en kulle söder om kyrkan står gamla kyrkans klockstapel som uppfördes 1746 av klockaren Alexander Thun. I stapeln hänger en kyrkklocka. Kyrkogården inhägnas av en kallmur som har en stiglucka vid södra sidan.

## Inventarier
- Ett triumfkrucifix är från 1400-talet.
- Predikstolen och altaruppsatsen är snidade 1793 av Johan Edler d.ä. och omarbetade 1881 av Johan Edler d.y.
- En mässhake i grön sammet är från 1400-talet. En mässhake i violett sammet är från 1687.
- Ett ciborium är från 1300-talet.
- En två meter hög relief är utförd 1957 av konstnären Torulf Engström och hänger på norra långväggen.

### Orgel
- 1798 byggdes en orgel av Lars Fredrik Hammardahl, Arbrå. Eller så byggdes den i maj 1798 av organisten Lars Allberg, Jon Persson, Torby och Olof Hammarström, Sörfors.
- 1921 byggdes en ny orgel av E A Setterquist & Son, Örebro med 20 stämmor, två manualer och pedal. Orgeln omdisponerades 1946 av samma firma.
- Den nuvarande orgeln byggdes 1979 av Olof Hammarberg, Göteborg. Orgeln har mekanisk traktur, elektrisk registratur och slejflådor. Fasaden är från 1798/1799 års orgel.

| Huvudverk I     | Svällverk II      | Bröstverk III     | Pedal          | Koppel |
| Gedakt 16'      | Salicional 8'     | Gedakt 8'         | Subbas 16´     | I/P    |
| Principal 8´    | Vox celeste 8´    | Blockflöjt 4´     | Ekobas 16'     | II/P   |
| Gemshorn 8'     | Rörflöjt 8'       | Principal 2'      | Principal 8'   | II/I   |
| Oktava 4'       | Principal 4'      | Sesquialtera II   | Borduna 8'     | III/I  |
| Rörflöjt 4'     | Traversflöjt 4'   | Scharf III 2/3'   | Koralbas 4'    |        |
| Oktava 2'       | Nasat 2 2/3'      | Tremulant         | Rauschpipa III |        |
| Mixtur V 1 1/3' | Waldflöjt 2'      | Crescendosvällare | Bombard 16'    |        |
| Trumpet 8'      | Ters 1 3/5'       |                   | Skalmeja 4'    |        |
|                 | Mixtur IV 2'      |                   |                |        |
|                 | Dulcian 16'       |                   |                |        |
|                 | Oboe 8'           |                   |                |        |
|                 | Tremulant         |                   |                |        |
|                 | Crescendosvällare |                   |                |        |

#### Kororgel
Den nuvarande kororgeln byggdes 1974 av Grönlunds Orgelbyggeri AB, Gammelstad. Orgeln är mekanisk med slejflådor. Slejfdelning är på h0/c1.
| Manual             | Pedal      | Koppel  |
| Gedackt 8´ B/D     | Subbas 16´ | Man/Ped |
| Principal 4' B/D   |            |         |
| Rörflöjt 4' B/D    |            |         |
| Waldflöjt 2' B/D   |            |         |
| Cymbel II 2/3' B/D |            |         |
| Crescendosvällare  |            |         |

### Webbkällor
- Bodil Mascher: Restaurering av Tuna kyrka, Kulturmiljöavdelningens rapport nr 2004:11, Länsmuseet Västernorrland